# Principii și vaccină
Principii și vaccină este o operă literară scrisă de Ion Luca Caragiale. 